# Волочаевское (Калининградская область)
Волочаевское (Маршенен до 1946 года) — посёлок в Светловском городском округе Калининградской области. Относится к группе посёлков Спасское - Взморье - Волочаевское - Ижевское.

## История
Населенный пункт относился к общине Видиттен, церковному приходу Меденау.
Первая школа, построенная в Маршенене, сгорела в 1743 году.
В 1946 году Маршенен был переименован в поселок Волочаевское.

## Население
| 2002 | 2010  |
| ---- | ----- |
| 1116 | ↗1582 |